# Pain à la cardamome
Pour l’article ayant un titre homophone, voir Pula.
La pulla, nisu ou pain à la cardamome, est un type de dessert ou pâtisserie aromatisé à la cardamome. Il est généralement servi tout au long de l'année comme accompagnement avec du café ou du thé. En Finlande, la pulla est servie dans les cafétérias où sa qualité est considérée comme un signe de qualité de l'établissement.

## Description
Habituellement, la pulla est cuite comme une petite brioche ou comme un pain tressé appelé pullapitko. Le korvapuusti (petit pain à la cannelle) est également populaire. Cette pâtisserie sucrée et aromatique est parfois garnie de sucre perlé ou de flocons d'amandes, et nécessite généralement environ trois heures de préparation. Lorsque la pâte a levé, elle peut être tressée pour la rendre plus décorative et festive. Certaines variantes consistent à la garnir de noix hachées et de glaçage à la vanille, de raisins secs ajoutés à la pâte, de petits pains à la cannelle, de petits pains au beurre et au sucre appelés voisilmäpulla, de garnitures aux baies et de petits pains fourrés au lait caillé appelés rahkapulla. Pour les occasions spéciales, du safran peut être ajouté à la pâte pour lui donner du goût et une teinte jaune.
La pulla aromatisée à la cardamome appelée korvapuusti et les petits pains (finnois : pulla ; suédois : kardemummabröd, kardemummabullar) sont couramment consommés en Finlande et en Suède.
Le pain à la cardamome est considéré comme un aliment traditionnel chez les Américains d'origine suédoise,,. Les petits pains à la cardamome sont consommés avec du café ou du thé.
La cardamome est une épice utilisée dans plusieurs pays nordiques dans les gâteaux, les biscuits et les pâtisseries, y compris les pâtisseries traditionnelles de Noël dans la cuisine de la Finlande. 